# Langa del Castillo (kommun)
Langa del Castillo är en kommun i Spanien.   Den ligger i provinsen Provincia de Zaragoza och regionen Aragonien, i den nordöstra delen av landet, 210 km öster om huvudstaden Madrid. Antalet invånare är 141.